# بیسینیانو
بیسینیانو (به ایتالیایی: Bisignano) یک منطقهٔ مسکونی در ایتالیا است که در استان کزنتزا واقع شده‌است.

## خصوصیات
بیسینیانو ۸۵ کیلومترمربع مساحت و ۱۰٬۳۵۲ نفر جمعیت دارد و ۳۵۰ متر بالاتر از سطح دریا واقع شده‌است.

## خواهرخوانده
شهر گروتافراتا خواهرخواندهٔ بیسینیانو هست.